# Tyloptera diacena
Tyloptera diacena är en fjärilsart som beskrevs av Louis Beethoven Prout 1926. Tyloptera diacena ingår i släktet Tyloptera och familjen mätare. Inga underarter finns listade i Catalogue of Life.